# Platystemon californicus
Platystemon californicus är en vallmoväxtart som beskrevs av George Bentham. Platystemon californicus ingår i släktet Platystemon och familjen vallmoväxter. Inga underarter finns listade i Catalogue of Life.

## Bildgalleri

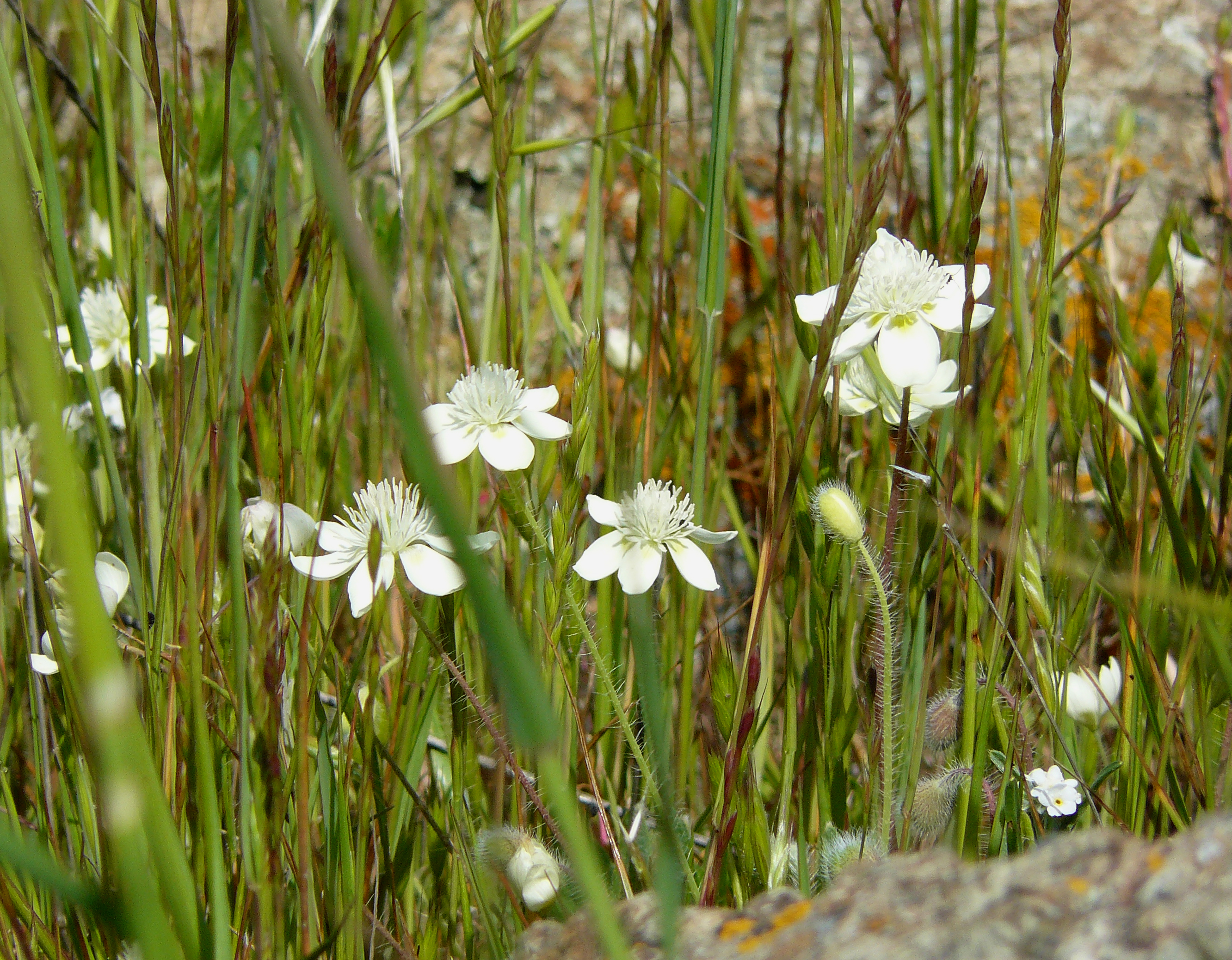
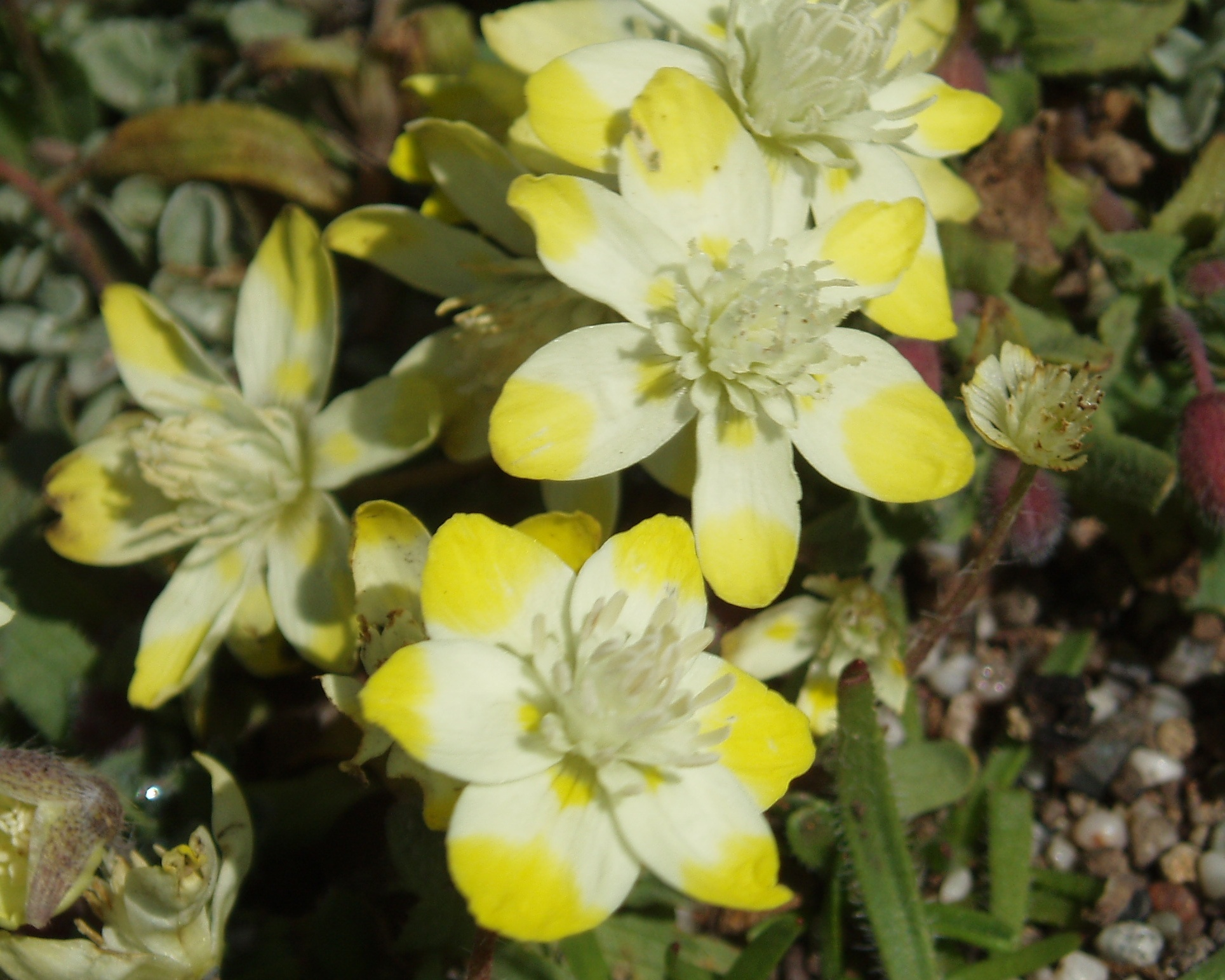
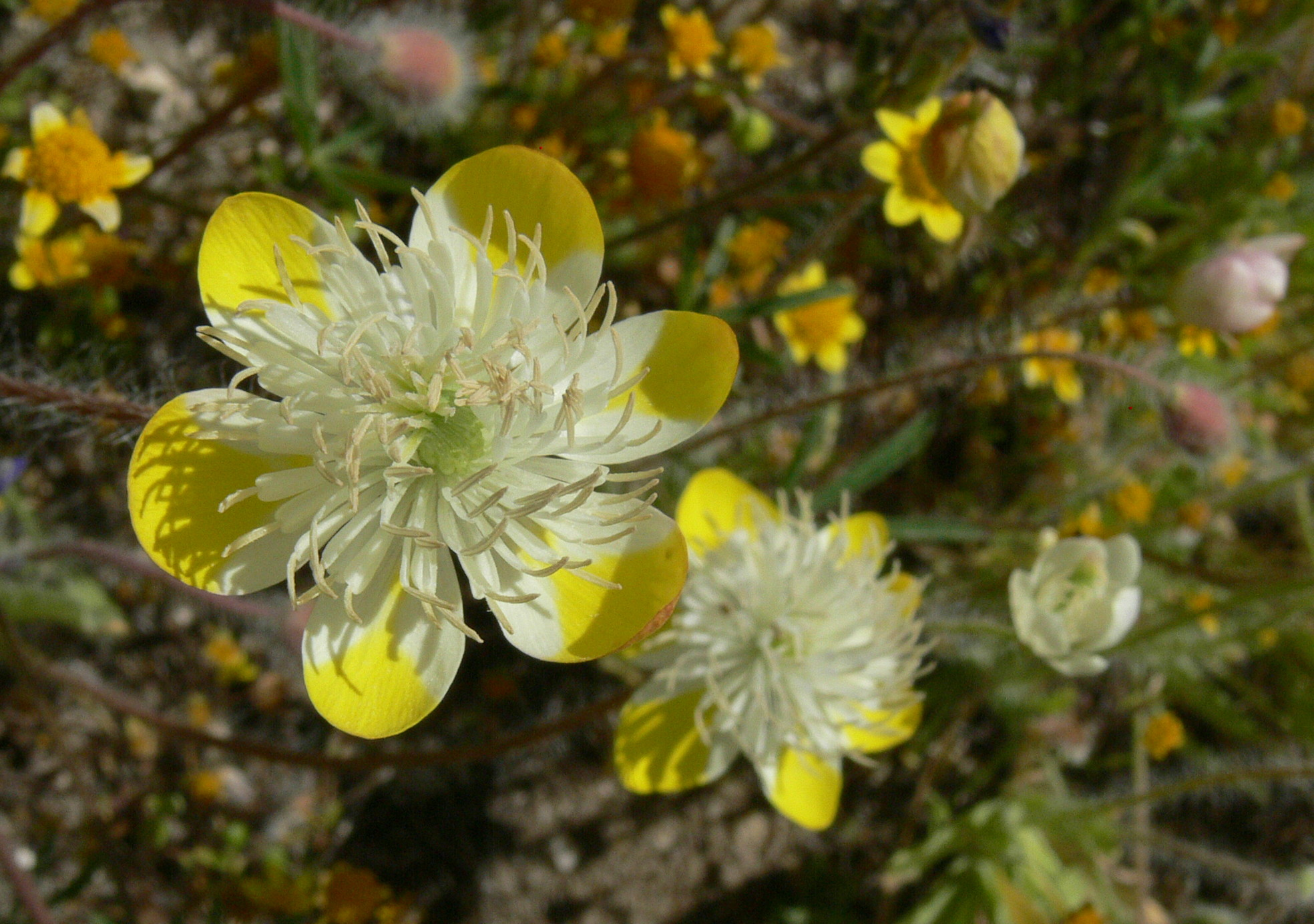
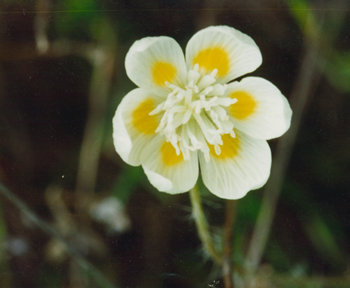